# 哭泣寡婦之家
阿尔沙夫斯基宅邸（羅馬化：Osobniak Arshavskoho），又稱哭泣寡婦之家（Дім невтішної вдови）是一座位於烏克蘭首都基輔的地標性建築，位於柳特蘭斯卡大街23號，它具有當地重要建築的地位，目前作為烏克蘭總統的官邸之一使用。

## 沿革
哭泣寡婦之家是由愛德華·布拉特曼於1907年受到由來自波尔塔瓦的富商謝爾希·阿爾沙夫斯基（Serhiy Arshavsky）委託，以早期新藝術運動風格建造，對於暱稱「哭泣寡婦」的來歷，則源自於這座建築在下雨時，水會從立面上的女人浮雕上傾瀉而下，就如同眼淚一樣順著她的臉頰流下來。」而得名。自1913年起，該莊園被基輔第一行會商人阿普斯坦·托維·莫伊塞維奇買下。巧合的是，阿普斯坦兒子（所羅門和塞繆爾）的姓名首字母與最初的花押字“SA”重合。
在十月革命時，蘇聯政府佔領了該棟建築。此後很長一段時間該建築都保留了其第一任所有者的名字，即使在當代，該棟建築物也時常被稱呼為謝爾希·阿爾沙夫斯基大樓，革命後，該建築物作為苏联共产党（布爾什維克）中央委員會國際集團聯合會的會址。由於靠近烏克蘭共產黨中央委員會的建築群，因此建築在日後成為烏克蘭共產黨中央委員會事務部的財產。
1994年，在烏克蘭獲得獨立三年後，哭泣寡婦之家成為烏克蘭總統的官邸之一。該建築曾舉辦了歐盟-烏克蘭首腦會議。目前，哭泣寡婦之家是烏克蘭的總統官邸之一，曾經接待過多位國際來訪者 ，其中包括美國國務卿马德琳·奥尔布赖特和康多莉扎·赖斯，以及立陶宛和巴西總統等重要人士。

## 建築設計
哭泣寡婦之家採用新藝術運動風格建造，其建築物具有不對稱設計，並帶有半圓形窗戶等特徵，一樓採用钢筋混凝土為結構。立面由黃磚製成，飾有鍛鐵、花崗岩、水泥造型、拉長石和橄欖色瓷磚等裝飾。
房子的每一層設有十個房間、一個門廳和一個儲藏室。主樓梯用大理石裝飾，側樓梯用花崗岩裝飾。地下室設有熱水鍋爐房、洗衣房和酒窖等。府內闢有佔地一百二十五平方公尺的花園。
此外，附設建築設有二層石室庫房、冰室、看門房、駕車房、車棚等設施。在附屬建築的地下室則有木材和煤炭倉庫。院子曾保存裝有天鵝壺的噴泉碟，內部有三盞施華洛世奇吊燈。

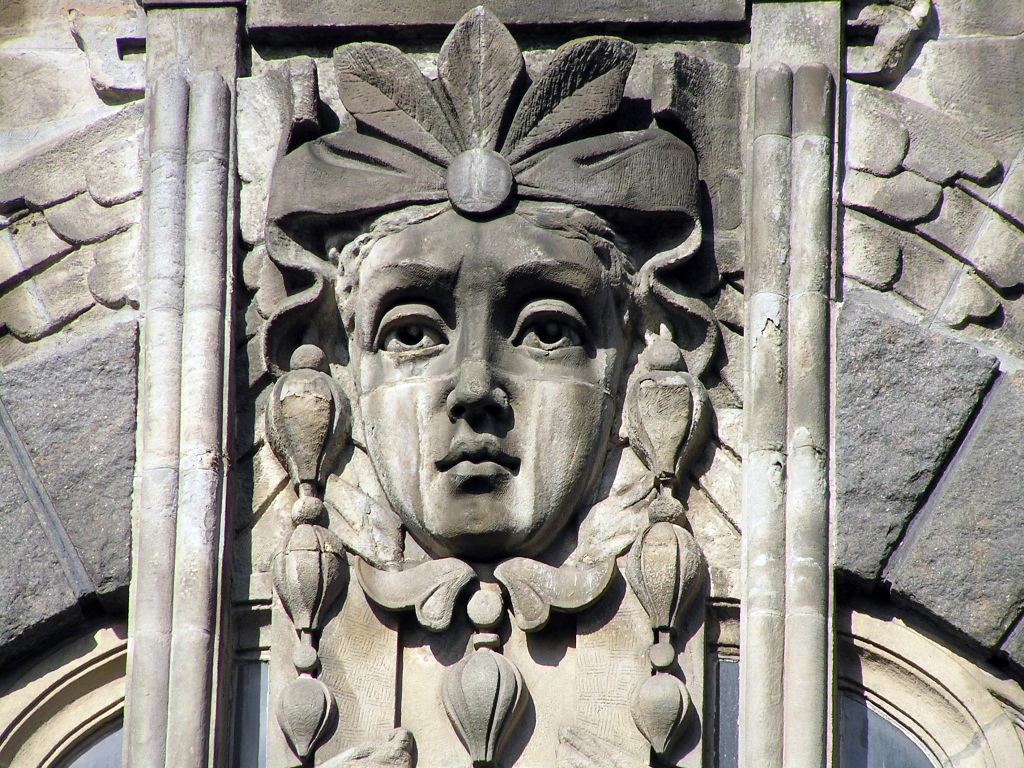
馬斯卡龍雕像，「哭泣寡婦」的得名來源。
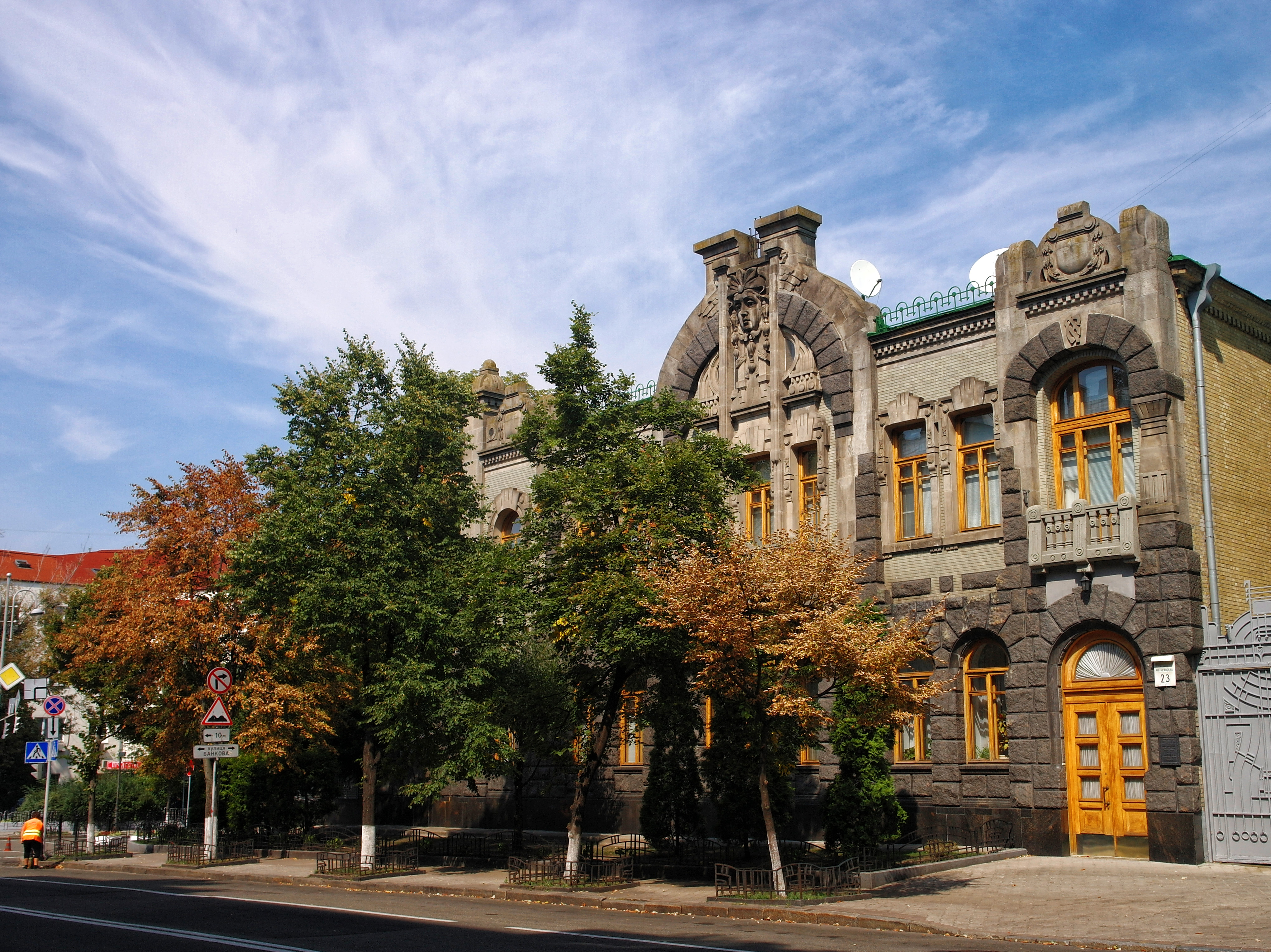
哭泣寡婦之家
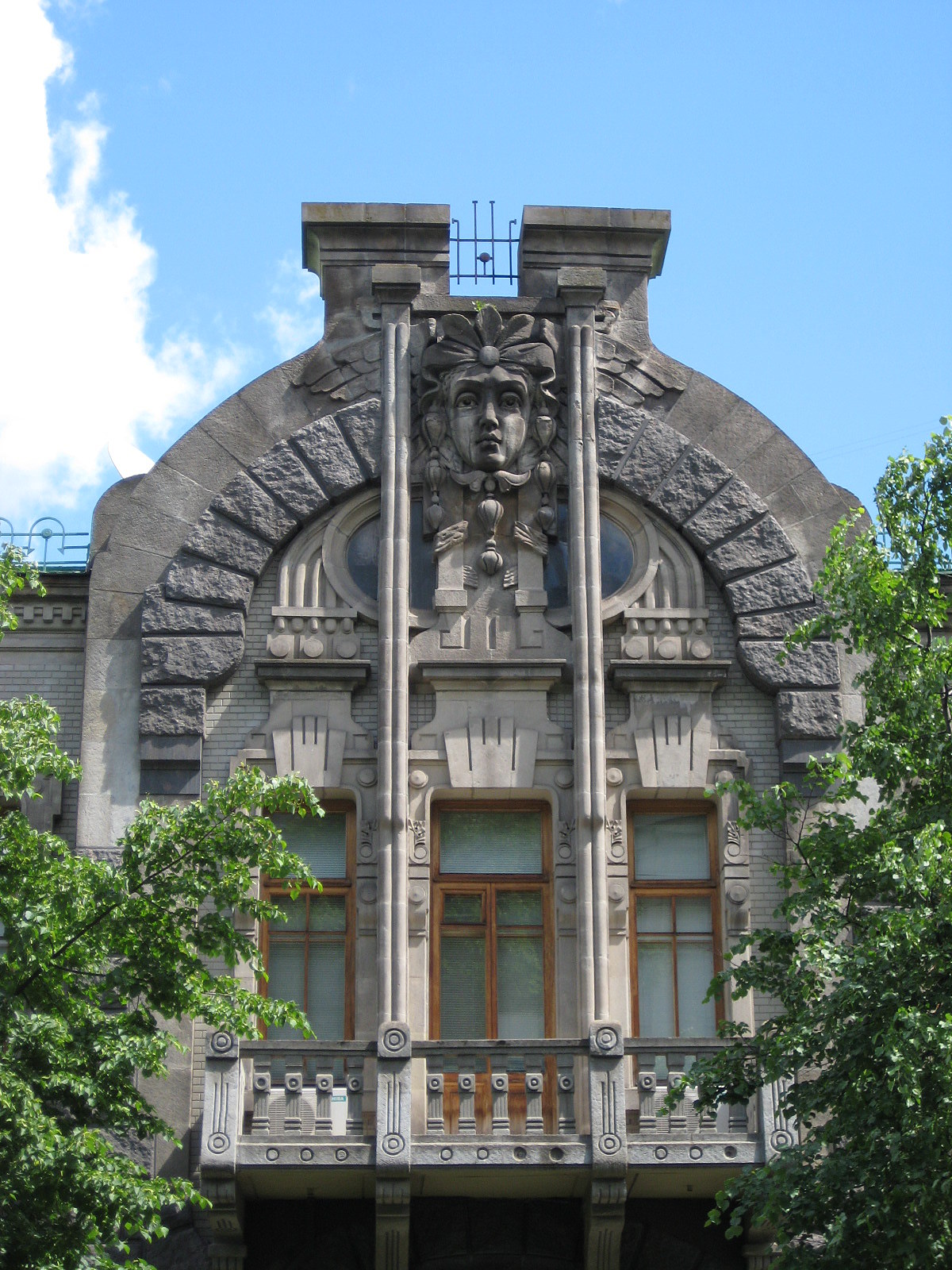
哭泣寡婦之家的主立面

## 另見
- 银鲛宅

## 外部連結
- «Заплакана вдова» на службі у влади （页面存档备份，存于） // Україна Молода, 2007
- Дім удови, що плаче у Києві （页面存档备份，存于） // Kievtown.net
- О чем печалится «плачущая вдова» （页面存档备份，存于） // Блог Михайла Кальницького （俄文）